# Zinzendorfkirche (Schmellwitz)

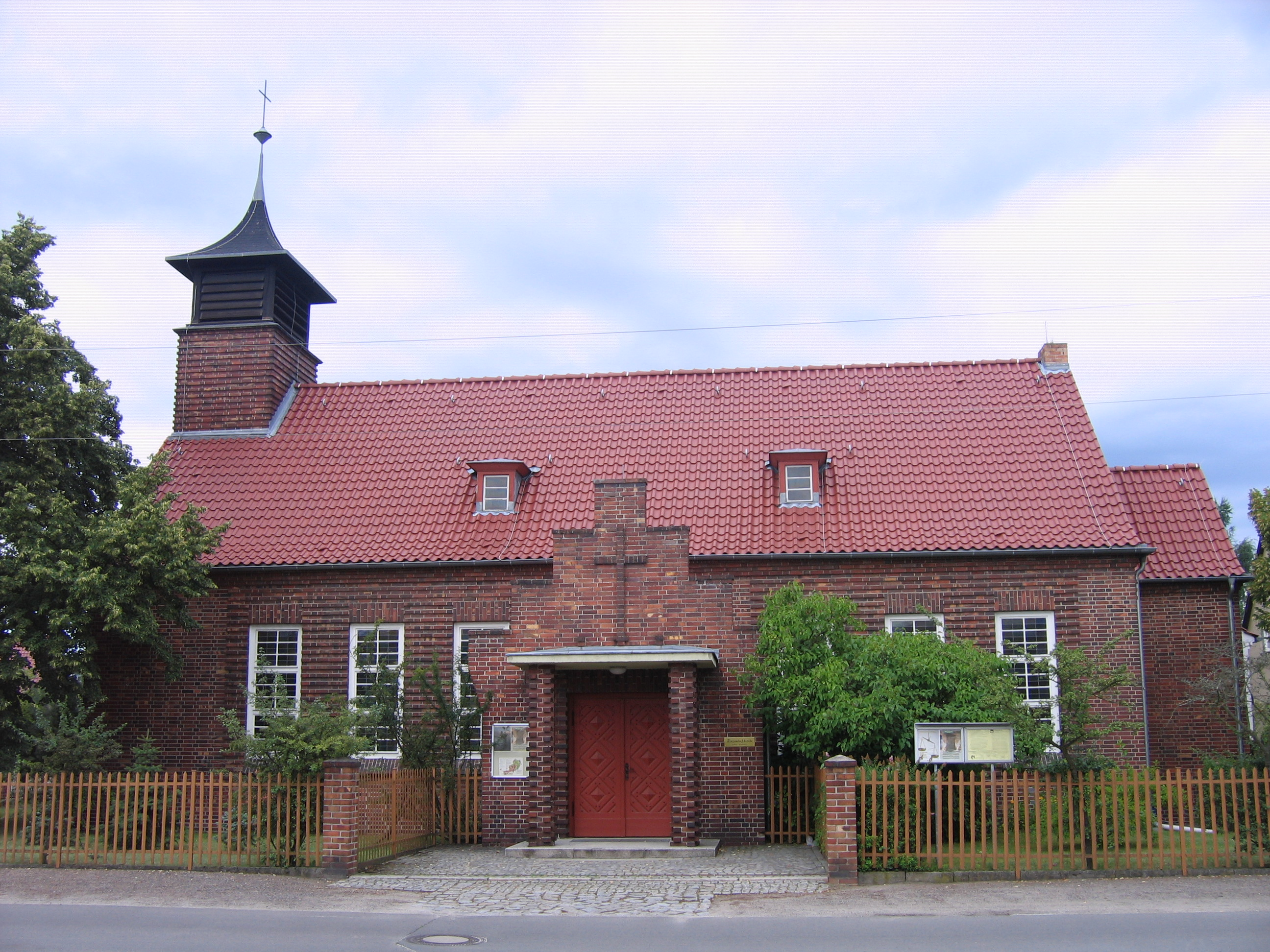
Zinzendorfkirche (2012)

Die evangelische, denkmalgeschützte Zinzendorfkirche steht in Schmellwitz, einem Stadtteil der kreisfreien Stadt Cottbus in Brandenburg. Die Kirche gehört zur Klosterkirchengemeinde Cottbus im Kirchenkreis Cottbus der Evangelischen Kirche Berlin-Brandenburg-schlesische Oberlausitz.

## Beschreibung
Die Saalkirche aus gemustertem Klinkermauerwerk wurde 1937 nach Plänen von Hans Palm im Anschluss an die Formensprache des Neuen Bauens erbaut und am 19. Dezember 1937 eingeweiht. Sie besteht aus einem Langhaus und einem eingezogenen Chor im Norden. Aus dem Satteldach des Langhauses erhebt sich im Süden ein quadratischer, gemauerter Dachturm, der mit einem Helm bedeckt ist. Der Anbau an der Ostseite, der das Portal beherbergt, ist mit einem Staffelgiebel bedeckt.
Der Innenraum ist von einer Holzbalkendecke überspannt. Auf der Empore an der Nordseite steht die Orgel. Mitte der 1950er-Jahre wurde an der Nordwand ein kleiner Anbau als Gemeinderaum ergänzt. Der Innenraum wurde 1962 ausgebaut, im gleichen Jahr erhielt die Kirche ihren Namen „Zinzendorfkirche“ nach dem Theologen Nikolaus Ludwig von Zinzendorf. Nach dem Bau des Stadtviertels „Neu-Schmellwitz“ in den 1980er-Jahren wurde neben der Kirche ein Gemeindehaus gebaut. Die Baukosten wurden aus Mitteln des Bauprogramms „Kirchen für neue Städte“ finanziert.